# Nysølv
Nysølv, nikkelsølv, maillechort, tysk sølv, argentan, nikkelmessing, albata, alpacca, er en legering af kobber (45–70%) og nikkel (8–20%) og ofte zink (8-45%). Nysølv kan indeholde små mængder af bly, tin og jern. Nysølv har sit navn efter sin sølvlignende farve, men der indgår ikke sølv i det.
Det er ret hårdt og ret korrosionsbestandigt.
- Ledningsevne: ca. 3–5 Ωm/mm²
- Massefylde: 8,7 g/cm³
- Varmeledningsevne ca. 25–35 W/m K

Historisk er nysølv først kendt i Kina, hvor det kaldtes Paktong eller Pakfong. I det 18. århundrede fandt man ud af, at stoffet var en legering af kobber, nikkel og zink.
Navnet "tysk sølv" refererer til den kunstige genskabelse af den naturlige metalåre af tyske metallurger. Alle moderne kommercielt vigtige typer nikkelsølv (standardisererede under ASTM B122) indeholder store mængder zink og bliver nogle gange betragtet som  type af messing.
I dag anvendes nysølv til lynlåse, modeljernbaneskinner og mønter i nogle lande.